# Johan et Pirlouit

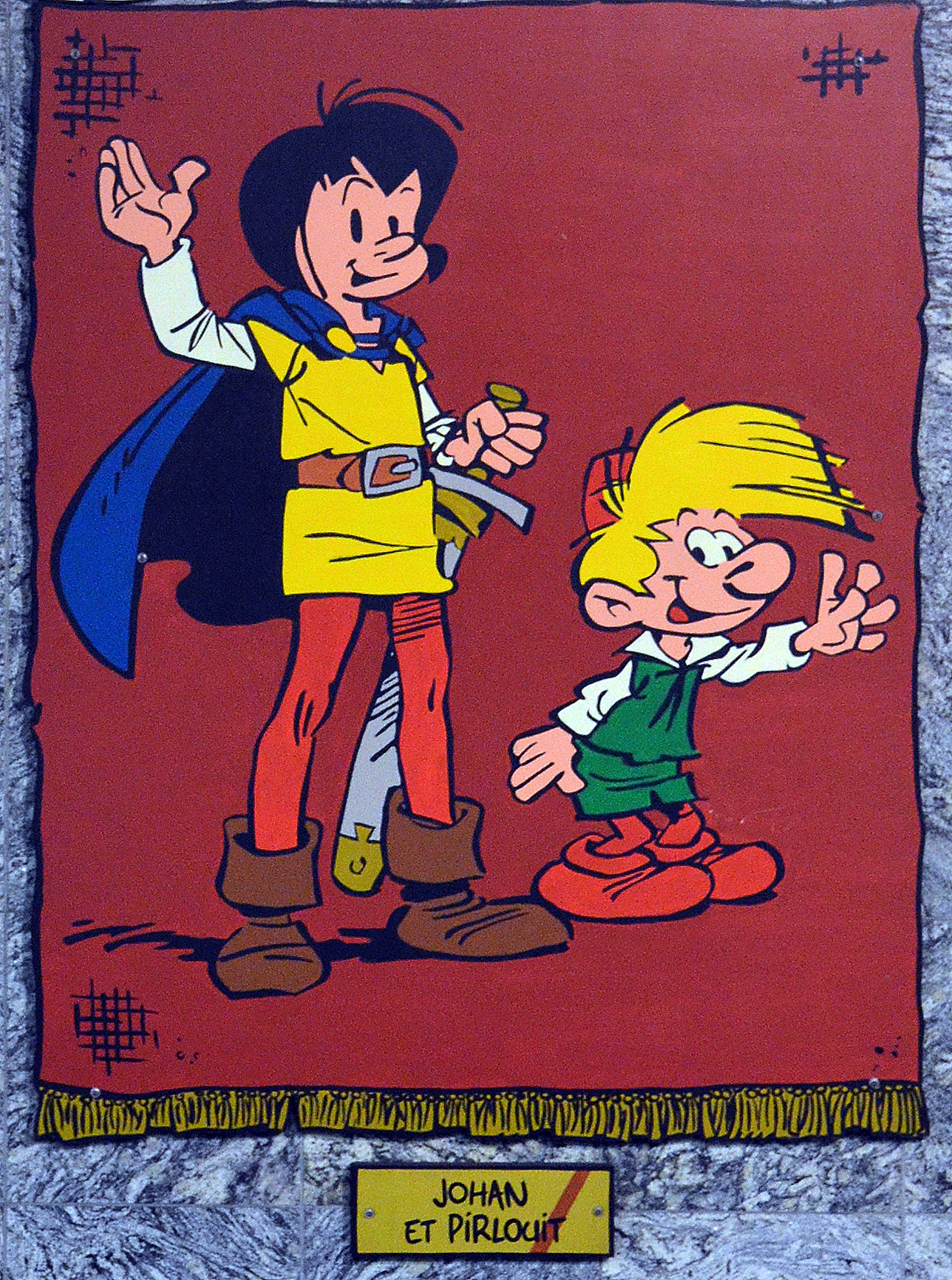

Johan et Pirlouit (anglicky Johan and Peewit) je komiksová fantasy série belgického kreslíře Peya, autora světově známých šmoulů. Mezi lety 1947 a 2001 bylo publikováno celkem sedmnáct komiksových sešitů. Celá série je zasazena do dob středověku.

## Historie
Od roku 1947 vycházely v belgických novinách La Dernière Heure krátké komiksové příběhy s hlavním hrdinou mladým pážetem Johanem, po němž se také zprvu celé série jmenovala. Dále v letech 1950 – 1952 byly Peyovy příběhy s Johanem vydávány v deníku Le Soir. Po přechodu k časopisu Spirou se změnil samotný Johan tak, že se z blonďatého dospívajícího pážete stal mladý muž na prahu rytířského stavu.
V roce 1954 se k Johanovi přidal Čejka (Pirlouit), čímž série dostala svoje současné jméno.
V příběhu La Flûte à six trous z 23. října 1958 se poprvé objevili malí modří skřítkové, šmoulové.
Peyo uvedl, že Čejka je jeho oblíbenou postavou a že Johan et Pirlouit byla jeho jediná série, kterou kreslil bez pomoci svého studia. Dobrodružství Johana a Čejky se pravidelně objevovala ve Spirou až do roku 1970, ale úspěch šmoulů znamenal, že tato série byla velmi zanedbávána. Poslední příběh od Peya vyšel v roce 1977. 
Po Peyově smrti v roce 1992 byla série jeho synem a spolupracovníky obnovena. V letech 1994 až 2001 byly publikovány čtyři komiksové sešity, dále se tito dva komiksoví hrdinové objevili v roce 2008 v Les Schtroumpfeurs de Flûte, šmoulím příběhu, nakresleném u příležitosti padesátých narozenin šmoulů a zatím naposledy byli v krátkosti vyobrazeni ve 36. dílu série Šmoulové Les Schtroumpfs et le Dragon du Lac.

## Komiksová alba
Dosud žádné komiksové album z této série nebylo vydáno v češtině.

## Filmové a televizní adaptace
- Šmoulové a kouzelná flétna (1976) – francouzsko – belgický animovaný film, režie Eddie Lateste a Peyo
- Šmoulové (1981 – 1989) – belgicko – americký televizní serial (Johan a Čejka většinou ve vedlejších rolích v několika epizodách seriálu, série speciálních dílů Dobrodružství Johana a Čejky přímo podle komiksů ze série Johan et Pirlouit, které jsou v některých zemích považovány za samostatný seriál)

## Překlady jmen do češtiny
V dílech seriálu Šmoulové s dabingem ČST (1988 – 1993) se Pirlouitovi říkalo Petřík (volný, avšak nesprávný překlad anglického pojmenování Peewit v seriálu), v dabingu TV Nova (1997 – 2000) je pojmenován Péťa (volný, ale i zde nesprávný překlad anglického pojmenování Peewit v seriálu), ale ve starších epizodách seriálu a filmu Šmoulové a kouzelná flétna s dabingem TV Barrandov (2010 – 2011) se jmenuje Čejka (z původního francouzského jména Pirlouit v komiksové sérii a ve filmu). V současné době je častější pojmenování Čejka, které je také přesným překladem francouzského originálu, stejně jako anglické verze jména. 